# The Fortune Hunters (film 1911)
The Fortune Hunters è un cortometraggio muto del 1911. Il nome del regista non viene riportato nei credit del film prodotto dalla Selig Polyscope Company.

## Produzione
Il film fu prodotto da William Nicholas Selig per la sua compagnia, la Selig Polyscope Company.

## Distribuzione
Distribuito dalla General Film Company, il film - un cortometraggio di una bobina - uscì nelle sale cinematografiche statunitensi il 3 aprile 1911.